# クラーク・デューク
クラーク・デューク（Clark Duke、1985年5月5日 - ）は、アメリカ合衆国の俳優。

## 略歴
1985年にアーカンソー州グレンウッドでロニーとアンジェラのデューク夫妻の息子として生まれる。子役としてキャリアをスタートさせ、CBSのシットコム『Hearts Afire』に1992年から準レギュラーで出演する。その後、約10年間は学業を優先して俳優業を休止し、2004年ころから俳優業を再開する。
2006年に親友のマイケル・セラと共に、モキュメンタリー形式の短編シリーズ『Clark and Michael』を作・演出し、「架空の自分自身（クラーク）」役で出演する。本作はCBSのインターネットテレビ番組として放送され、人気となる。
以降、コメディを中心に様々なテレビ番組や映画に出演している。

## 主な出演作品

### 映画
| 公開年 | 邦題 原題                                                     | 役名                         | 備考           |
| ------ | ------------------------------------------------------------- | ---------------------------- | -------------- |
| 2007   | スーパーバッド 童貞ウォーズ Superbad                          | パーティのティーンエイジャー |                |
| 2008   | セックス・ドライブ Sex Drive                                  | ランス                       |                |
| 2010   | キック・アス Kick-Ass                                         | マーティ                     |                |
| 2010   | オフロでGO!!!!! タイムマシンはジェット式 Hot Tub Time Machine | ジェイコブ                   |                |
| 2012   | ジャックはしゃべれま1,000 A Thousand Words                    | アーロン                     |                |
| 2013   | ファミリー・アゲイン／離婚でハッピー!?なボクの家族 A.C.O.D.   | トレイ                       |                |
| 2013   | 泥棒は幸せのはじまり Identity Thief                           | エヴェレット                 | クレジットなし |
| 2013   | クルードさんちのはじめての冒険 The Croods                     | タンク・クルード             | 声の出演       |
| 2013   | キック・アス2 Kick-Ass 2                                      | マーティ                     |                |
| 2017   | ラスト・ムービースター The Last Movie Star                    | ダグ                         |                |
| 2020   | クルードさんちのあたらしい冒険 The Croods: A New Age          | タンク・クルード             | 声の出演       |

### テレビシリーズ
| 放映年    | 邦題 原題                                     | 役名                   | 備考         |
| --------- | --------------------------------------------- | ---------------------- | ------------ |
| 1992-1995 | Hearts Afire                                  | エリオット・ハートマン | 54エピソード |
| 2004      | CSI:科学捜査班 CSI: Crime Scene Investigation | 友愛会のメンバー#1     | 1エピソード  |
| 2007-2011 | GREEK〜ときめき★キャンパスライフ Greek        | デール                 | 74エピソード |
| 2010      | チルドレンズ・ホスピタル Childrens Hospital   | スターン               | 1エピソード  |
| 2011      | New Girl / ダサかわ女子と三銃士 New Girl      | クリフ                 | 1エピソード  |
| 2012-2013 | ザ・オフィス The Office                       | クラーク               | 19エピソード |
| 2014      | ハーパー★ボーイズ Two and a Half Men          | バリー                 | 7エピソード  |